# Cô Giang
Nguyễn Thị Giang (1909–1930), thường gọi là Cô Giang, là một nhà cách mạng người Việt tham gia chống thực dân Pháp và là vợ của Nguyễn Thái Học - lãnh tụ của Việt Nam Quốc Dân Đảng.

## Tiểu sử
Nguyễn Thị Giang sinh năm 1909 tại thị xã Phủ Lạng Thương, tỉnh Bắc Giang. 
Bà là con của ông Nguyễn Văn Cao (? - 1925) và bà Nguyễn Thị Lưu (? - 1936) và là em ruột Nguyễn Thị Bắc, tức Cô Bắc.
Bà là con thứ hai trong một gia đình gồm bảy người con cả trai và gái, vốn quê ở một làng dệt thuộc tỉnh Hà Đông, vì thân phụ tham gia phong trào văn thân nên phải dời lên buôn bán tại số 2 phố Thọ Xương, thị xã Phủ Lạng Thương (nay là thành phố Bắc Giang, tỉnh Bắc Giang).

### Gia nhập đội ngũ chống Pháp
Sau khi học xong lớp nhất, Cô Giang cùng chị ruột là Cô Bắc (Nguyễn Thị Bắc) được Nguyễn Khắc Nhu (tức Xứ Nhu) dìu dắt rồi kết nạp vào tổ chức Việt Nam Dân Quốc.
Ngày 25 tháng 12 năm 1927, nhóm trí thức trẻ trong Nam Đồng thư xã đứng ra thành lập Việt Nam Quốc Dân Đảng. Sau đó, đảng này sáp nhập với Việt Nam Quốc dân Đảng vì họ có cùng mục tiêu là "đánh đuổi người Pháp ra khỏi nước Nam, giành nước Nam lại cho người Nam".
Nhờ việc sáp nhập này, Chủ tịch Việt Nam Quốc Dân Đảng là Nguyễn Thái Học có dịp làm quen với Cô Giang. Hợp lòng nhau, vào một buổi chiều từ Phú Thọ về xuôi, hai người ghé vào Đền Hùng, sau khi hội đàm với các đồng chí của mình, cả hai vào đền thờ Tổ để cùng thề hẹn... Theo một Ủy viên trong Việt Nam Quốc Dân Đảng là nhà văn Nhượng Tống, thì trong buổi ấy, Cô Giang đã cố xin Nguyễn Thái Học giao cho một khẩu súng lục, và hứa rằng "nếu Học chẳng may chết vì nước, thì Giang cũng xin lấy khí giới này mà chết theo chồng!" Đứng trong hàng ngũ Việt Nam Quốc Dân Đảng, Cô Giang được cử giữ chức Tổng thư ký của đảng. Sau, cô cùng chị mình là Cô Bắc được cử phụ trách việc truyên truyền, làm binh vận và liên lạc giữa các cơ sở đảng ở Bắc Giang, Bắc Ninh, Phú Thọ, Vĩnh Yên, Yên Bái... Và bất cứ ở nơi đâu, hai chị em cô đều hoàn thành nhiệm vụ một cách xuất sắc.
Vào trung tuần tháng 5 năm 1929, Nguyễn Thái Học triệu tập đại hội đảng toàn quốc tại làng Đức Hiệp, phủ Thuận Thành, tỉnh Bắc Ninh, quyết định chuẩn bị tổng khởi nghĩa. Công việc chuẩn bị chưa hoàn tất, thì cuối năm 1929 tại Bắc Giang một cơ sở chế bom bị tai nạn phát nổ, và đầu năm 1930 người Pháp bắt giữ được nhiều đảng viên và khám phá được rất nhiều cơ sở chế tạo vũ khí. Trước tình hình bất lợi, Nguyễn Thái Học cho triệu tập hội nghị khẩn cấp, quyết định tiến hành khởi nghĩa tại các nhiều nơi vào đêm mồng 10, rạng ngày 11 tháng 2 năm 1930.
Được phân công, chị em Cô Giang phụ trách chi bộ khu nữ vận chuyển vũ khí từ Phú Thọ lên Yên Bái bằng xe lửa. Họ giả làm người buôn bán gạo, cám, hoa quả... với những gồng gánh cồng kềnh nhưng phía dưới là mã tấu, lựu đạn và súng ống...

### Khởi nghĩa thất bại
Cuộc khởi nghĩa đã nổ ra nhiều nơi (khi ấy Cô Giang được phân công chỉ huy mặt trận tỉnh Bắc Ninh), nhưng nhanh chóng bị thất bại. Bởi Thống sứ Bắc Kỳ đã cho lính đi trấn áp quyết liệt, sai cả máy bay trút bom dữ dội xuống làng Cổ Am (Hải Phòng) và nhiều làng mạc khác.
Lãnh tụ Nguyễn Thái Học cùng nhiều đồng chí nòng cốt của ông (trong số đó có cả Cô Bắc) đều bị đối phương bắt được. 
Nghe tin vị hôn phu của mình bị bắt (ngày 20 tháng 2 năm 1930, Nguyễn Thái Học bị bắt tại ấp Cổ Vịt Chí Linh, Hải Dương). Cô Giang đã nghĩ đến kế hoạch táo bạo là tấn công nhà tù Hỏa Lò (Hà Nội) để giải thoát cho Nguyễn Thái Học và các người khác.
Kế hoạch chưa kịp thực hiện, thì ngày 16 tháng 6 năm 1930, Cô Giang nghe tin nhà cầm quyền Pháp đã đưa Nguyễn Thái Học và 12 đồng chí của ông từ Hà Nội lên Yên Bái, để xử chém vào ngày hôm sau (17 tháng 6).

 
Tức thì, Cô Giang cải trang, giấu khẩu súng lục trong người rồi đi tàu hỏa lên đó. Xem xử xong, cô lặng lẽ trở về phòng trọ viết hai bức thư tuyệt mệnh trên trang giấy khổ nhỏ, bằng bút chì xanh. Lá thư thứ nhất cô gửi cho cha mẹ Nguyễn Thái Học:
"Ngày 17 tháng 6 năm 1930
Thưa Thầy, Mẹ,
Con chết là vì hoàn cảnh đã bó buộc con: không báo được thù cho nhà, rửa được nhục cho nước! Sau khi đã đem tấm lòng trinh bạch dâng cho chồng con ở đền Hùng, giờ con tìm về chỗ quê cha, đất tổ, mượn phát súng này mà kết liễu đời con!
Đứa con dâu thất hiếu kính lạy."
Còn lá thứ hai cô gửi cho người chồng nơi chín suối, cùng với một bài thơ lục bát dài 18 câu:
"Anh đã là người yêu nước!
Không làm tròn được nghĩa vụ cứu nước, Anh giữ lấy tấm linh hồn cao cả để về mà chiêu binh, rèn lính ở dưới suối vàng!
Phải chịu đựng nhục nhã, mới có ngày mong được vẻ vang! Các bạn đồng chí phải sống lại sau Anh, để đánh đổ cường quyền, mà cứu lấy đồng bào đau khổ!"
"Thân không giúp ích cho đời!
Thù không trả được cho người tình chung!
Dẫu rằng đương độ trẻ trung,
Quyết vì dân chúng thề lòng hy sinh.
Con đường tiến bộ mông mênh,
Éo le hoàn cảnh buộc mình biết sao!
Bây giờ hết kiếp thơ đào,
Gian nan bỏ mặc đồng bào từ đây!
Dẫu rằng chút phận thơ ngây,
Sổ đồng chí đã có ngày ghi tên!
Chết đi dạ những buồn phiền,
Nhưng mà hoàn cảnh truân chuyên buộc mình!
Quốc kỳ phấp phới trên thành,
Tủi thân không được chết vinh dưới cờ.
Cực lòng nhỡ bước sa cơ!
Chết sầu, chết thảm, có thừa xót xa!
Thế ru? Đời thế ru mà?
Đời mà ai biết? Người mà ai hay?"

Nguyễn Thái Học phu nhân.
Viết xong thư, Cô Giang ra chợ mua mấy vuông vải trắng, thắt ngang đầu để tang chồng, rồi đáp tàu hỏa về Vĩnh Yên, quê Nguyễn Thái Học, ngay buổi chiều tối hôm đó.

### Tự sát
Tờ mờ sáng ngày 18 tháng 6 năm 1930, cô về làng Thổ Tang, tổng Lương Điền, phủ Vĩnh Tường (nay là thị trấn Thổ Tang, huyện Vĩnh Tường, tỉnh Vĩnh Phúc) để lạy tạ cha mẹ chồng (ông Nguyễn Văn Hách và bà Nguyễn Thị Quỳnh), tháo chiếc đồng hồ có khắc chữ "G" tặng cho Nguyễn Văn Lâm, em trai Nguyễn Thái Học và từ giã mọi người. 
Trên đường đi cô ghé quán trà bên gốc cây đề đầu làng Đồng Vệ (nay thuộc Xóm Mới, xã Tân Tiến) giáp Quốc lộ 2, cách làng Thổ Tang ước chừng một cây số - nơi đôi vợ chồng đã có lần cùng ngồi trò chuyện. Sau khi uống bát nước trà xanh, từ biệt bà chủ quán, cô đến đứng dưới gốc cây đề, mắt nhìn về hướng làng Thổ Tang và tự kết liễu đời mình bằng khẩu súng lục mà Nguyễn Thái Học tặng cô ở Đền Hùng trong ngày đính ước. Khi ấy cô mới 21 tuổi.
Khi ấy là buổi chiều ngày 18 tháng 6 năm 1930, nhằm ngày 22 tháng 5 năm Canh Ngọ. Nghe tin Cô Giang tự sát, lý dịch làng Đồng Vệ phi báo lên tri phủ Vĩnh Tường và viên tri phủ này báo lên tỉnh ngay. Ngày hôm sau, các thám tử tây, nam ở Hà Nội, đứng đầu là Cẩm Riner cùng với công sứ Vĩnh Yên, và tri phủ Vĩnh Tường về tận nơi để nhận dạng. Biết đúng là cô, họ làm biên bản, dựng thi thể lên, buộc vào một tấm ván và chụp ảnh rất cẩn thận. Thi thể thiếu nữ bị lột ra để khám nghiệm, rồi để loã lồ hai ba hôm mới cho đem chôn và đặt điếm canh để không ai được đến thắp hương. Tuy nhiên, theo Lê Minh Quốc, thì "trên mộ của người nữ cách mạng này bao giờ cũng có những bông hoa đỏ thắm".

## Vinh danh
Tên tuổi của Nguyễn Thị Giang đã được ghi trong lịch sử Việt Nam. Tên của bà được dùng đặt tên một trường Trung học phổ thông ở huyện Vĩnh Tường, tỉnh Vĩnh Phúc. Ngoài ra tên bà cũng được đặt cho một số con đường ở một số thành phố và phường Cô Giang ở quận 1, Thành phố Hồ Chí Minh.